# Котлеев, Виталий Иванович
Вита́лий Ива́нович Котле́ев (29 октября 1933, Орбаши, Чувашская АССР — 14 мая 1989, Чебоксары) — советский чувашский учёный-языковед, кандидат филологических наук (1966).

## Биография
Родился 29 октября 1933 года в деревне Орбаши Цивильского района Чувашской АССР.
В 1958 году с отличием окончил русско-чувашское отделение историко-филологического факультета Чувашского педагогического института и в 1963 году — очную аспирантуру при Институте языкознания Академии наук СССР. Защитил кандидатскую диссертацию на тему «Чувашский вокализм в сравнительном освещении» под руководством известного тюрколога Э. В. Севортяна.
Работал в Научно-исследовательском институте языка, литературы, истории и экономики при Совете Министров Чувашской АССР (ныне Чувашский государственный институт гуманитарных наук), а с 1963 года — в Чувашском государственном педагогическом институте им. И. Я. Яковлева, где с 1967 года был заведующим кафедрой русского языка, а с 1978 года — деканом филологического факультета.
В. И. Котлеев был известным специалистом в области фонетики и фонологии тюркских языков. Он — автор ряда основополагающих работ по чувашской фонетике, фонологии, диалектологии и лексикографии, главные из них: «Фонетика» (1978); «Чăваш чĕлхин сасă тытăмĕ» (1981); «Современный чувашский литературный язык. Том I» (1990); «Чăваш чĕлхи» (1993); «Русско-чувашский словарь» (1971). Подготовил докторскую диссертацию «Структура слога в чувашском языке», но не успел её защитить.
Также Виталий Котлеев внёс значительный вклад в методику преподавания фонетики, фонологии, орфографии и лексикологии, в подготовке учебных пособий.
Умер 14 мая 1989 года в Чебоксарах, похоронен в родной деревне Орбаши.
В Государственном архиве печати Чувашской Республики хранятся некоторые хранит работы учёного-языковеда.

## Заслуги
- Заслуженный работник высшей школы Чувашской АССР (1980).
- Лауреат Государственной премии Чувашской АССР имени К. В. Иванова (1992, посмертно).
- Удостоен знака «Отличник просвещения СССР» (1980).
- Награждён медалями, в числе которых «За освоение целинных земель» (1957) и «Ветеран труда» (1988).